# When the Sun Sleeps
When the Sun Sleeps (del inglés, Cuando el sol duerme) es una canción de la banda de metalcore Underoath. La canción fue lanzada como primer sencillo, siendo también el único sencillo del álbum The Changing of Times, a la vez, es el único vídeo de la banda que cuenta con la participación de su vocalista original, Dallas Taylor. La canción, al igual que el disco, fue producida por James Paul Wisner.

## Video musical
El video musical fue producido por Darren Doane. Muestra a la banda, tocando en un barrio de Tampa, donde la historia es difícil de entender. A pesar de que este video requirió poco presupuesto en su creación, sigue siendo transmitido en los canales de televisión más importantes, como MTV y Fusible. Kelly Scott Nunn aparece en el vídeo, a pesar de que no grabó el tema en estudio.

## Versiones por otros artistas
La canción ha sido frecuentemente versionada por artistas sobre todo del medio "underground", sin embargo destacan versiones de bandas como de la banda de metalcore y grunge Screams of damnation o de la banda de deathcore Fallen the Cryptic Mortem.

## Personal
- Dallas Taylor - voces guturales.
- Aaron Gillespie - voces claras, batería, percusión.
- Tim McTague - guitarra principal.
- Octavio Fernández - guitarra rítmica
- Billy Nottke - bajo
- Chris Dudley - sintetizador, teclados.

- Datos: Q9095897